# Шеин, Иван Дмитриевич
Иван Дмитриевич Шеин (ум. 1556) — русский военный и государственный деятель, окольничий (1543/1544), воевода и боярин (1552/1553) в царствование Ивана Васильевича Грозного.

## Происхождение и семья
Московский дворянин из рода Шеиных, одной из ветвей дворян Морозовых. Иван Дмитриевич Шеин — потомок в IX колене от Михаила Прушанина, новгородца, героя Невской битвы, внук Василия Михайловича Морозова-Шеи, от прозвища которого ведётся фамилия.
Младший из трёх сыновей боярина и воеводы Дмитрия Васильевича Шеина, первого носителя фамилии. Одновременно с ним на московской службе состояли два брата, достигшие боярского чина: Василий и Юрий. Дети: Андрей, Иван Клепик и Алексей.

## Служба
В апреле 1540 года Иван Дмитриевич Шеин командовал сторожевым полком во Владимире. В 1546 году был прислан в Коломну с передовым полком вторым воеводой вместо попавшего в царскую опалу Фёдора Семёновича Воронцова. В 1547 году «по крымским вестем» командовал сторожевым полком под Коломной и Каширой.
Зимой 1547/1548 года Иван Дмитриевич Шеин был оставлен в Москве среди прочих бояр с удельным князем Владимиром Андреевичем Старицким во время первого похода царя Ивана Васильевича на Казанское ханство.
В апреле 1549 года был назначен «на другой срок, на Николин день», третьим воеводой в Коломну, затем «по вестем» там же командовал сторожевым полком.
Осенью 1550 года, «как царь и великий князь ходил на своё дело и на земское к Казани» оставался «на Москве … со князем Володимером Ондреевичем (Старицким)» среди прочих бояр и воевод для охраны царской столицы, семьи и казны от возможного нападения крымских татар или литовцев.
В мае 1551 года послан «на первой срок» под Коломну командовать полком левой руки. После ухода в августе оттуда царя Ивана Грозного с «большими» воеводами в Москву был оставлен в той же должности в Коломне.
Летом 1553 года Иван Дмитриевич Шеин вновь был оставлен в Москве с братом царя, удельным князем Юрием Васильевичем Углицким, для отражения возможных нападений татар во время царского похода на Коломну.
В ноябре 1553 года И. Д. Шеин упоминается в чине свадьбы бывшего казанского хана Ядыгар-Мухаммеда (в православии — Симеона Касаевича) и М. А. Кутузовой-Клеопиной среди бояр, сидевших «в кривом столе».
В 1556 году боярин и воевода Иван Дмитриевич Шеин скончался.